# Super!
Super! war eine Boulevardzeitung der Wendezeit, die vom Burda-Verlag für die neuen Bundesländer entwickelt wurde und zwischen 1991 und 1992 erschien.

## Geschichte
Super! wurde von den Journalisten Franz Josef Wagner und Günter Prinz entwickelt. Der Titel kam in Ostdeutschland am 2. Mai 1991 mit einer Startauflage von 500.000 Exemplaren auf den Markt. Am 24. Juli 1992 stellte sie ihr Erscheinen nach sinkenden Auflagen wieder ein. Prominenter Unterstützer der Zeitung war der Londoner Medienunternehmer Rupert Murdoch, der die Zeitung zusammen mit Burda finanzierte.  

## Mitarbeiter
Chefredakteur war zunächst Franz Josef Wagner und danach der vormalige Bild-Chefredakteur Peter Bartels. Eine bekannte Mitarbeiterin war die Schriftstellerin und Fernsehmoderatorin Else Buschheuer, die als Klatschkolumnistin „Super Else“ für Super! schrieb. Beate Ulbricht, Adoptivtochter von Walter Ulbricht, hatte eine Serie in der Zeitung.

## Kontroversen
Die Zeitung war wegen ihrer zugespitzten Artikel und Überschriften umstritten. Franz-Josef Wagner titelte bereits am zweiten Erscheinungstag mit der Schlagzeile, die berühmt geworden ist und das Image von Super! geprägt hat: „Angeber-Wessi mit Bierflasche erschlagen“. Die beiden Unterzeilen lauteten: „Er protzte mit seinem BMW herum, beschimpfte seine Mitarbeiter als doofe Ossis“ und „Ganz Bernau ist glücklich, daß er tot ist“.
Im Februar 1992 behauptete Super!, der investigative Journalist Günter Wallraff sei „Einflussagent“ der DDR-Staatssicherheit gewesen. Wallraff wehrte sich vor Gericht erfolgreich gegen die Berichte.